# 松尾葦江
松尾 葦江（まつお あしえ、1943年4月 - ）は、日本の国文学者。宇都宮大学教授・國學院大學教授を歴任。

## 経歴
神奈川県生まれ。1967年、お茶の水女子大学国文科卒。1974年、東京大学大学院人文科学研究科博士課程満期退学。1978年、東京女学館短期大学専任講師。1986年、鳥取大学教育学部助教授。1991年、椙山女学園大学人間関係学部教授。1997年、「軍記物語論究」で東京大学より文学博士の学位を取得。1999年、宇都宮大学教育学部教授。2002年から2014年まで國學院大学文学部教授。放送大学・国文学研究資料館客員教授など。

## 著書
- 平家物語論究 明治書院 1985.3
- 軍記物語論究 若草書房 1996.6 (中世文学研究叢書)
- 軍記物語原論 笠間書院 2008.8

## 共編著
- 太平記 大曽根章介と校註・訳 ほるぷ出版 1986.9 (日本の文学)
- 源平盛衰記 2 三弥井書店 1993.5 (中世の文学)
- 源平盛衰記 3 黒田彰と校註 三弥井書店 1994.5 (中世の文学)
- 源平盛衰記 4 美濃部重克と校註 三弥井書店 1994.10 (中世の文学)
- 日本の散文 古典編 三角洋一,島内裕子共著 放送大学 2003.3
- 延慶本平家物語 5 10汲古書院 2004-05
- 海王宮 壇之浦と平家物語 安徳天皇追福八百二十年赤間神宮創建百三十年記念論集 三弥井書店 2005.10
- 日本の古典 散文編 三角洋一,島内裕子共著 放送大学 2006.3
- 源平盛衰記 5 三弥井書店 2007.12 (中世の文学)
- 延慶本平家物語 12 清水由美子共編 汲古書院 2008.7
- 延慶本平家物語の世界 校訂延慶本平家物語 別巻 栃木孝惟共編 汲古書院 2009.5